# Стара Весь (Равський повіт)
Стара Весь (пол. Stara Wieś) — село в Польщі, у гміні Біла-Равська Равського повіту Лодзинського воєводства. Населення — 242 особи (2011).
У 1975—1998 роках село належало до Скерневицького воєводства.

## Демографія
Демографічна структура станом на 31 березня 2011 року:
|          | Загалом | Допрацездатний вік | Працездатний вік | Постпрацездатний вік |
| -------- | ------- | ------------------ | ---------------- | -------------------- |
| Чоловіки | 125     | 33                 | 71               | 21                   |
| Жінки    | 117     | 38                 | 59               | 20                   |
| Разом    | 242     | 71                 | 130              | 41                   |